# Maureen Chitty
Maureen Chitty (Maureen Anne Chitty, geb. Barton; * 14. Dezember 1947 in London) ist eine ehemalige britische Weitspringerin.
Bei den Olympischen Spielen 1968 in Mexiko-Stadt wurde sie Zwölfte und bei den Leichtathletik-Europameisterschaften 1969 in Athen Sechste.
1972 wurde sie Fünfte bei den Leichtathletik-Halleneuropameisterschaften in Grenoble und schied bei den Olympischen Spielen in München in der Qualifikation aus.
Bei den British Commonwealth Games 1974 in Christchurch wurde sie für England startend Achte.
1972 und 1974 wurde sie Englische Hallenmeisterin.

## Persönliche Bestleistungen
- Weitsprung: 6,39 m, 28. Juni 1972, Athen
  - Halle: 6,36 m, 19. Februar 1972, Cosford